# Наантали
Наантали (фин. Naantali, швед. Nådendal, лат. Vallis gratiae) — город и муниципалитет на территории Юго-Западной Финляндии, один из важнейших туристических центров страны. Находится в 15 км к западу от Турку. С центральной площади Турку в Наантали ходят два автобуса, № 7 и 6, время поездки составляет около 30 минут.
Площадь города составляет 688,01 км². Хотя большую часть территории города занимает остров Луоннонмаа к юго-западу от центра города, он в основном покрыт лесами и фермами, тогда как основная часть населения проживает на материковой части.
Население города составляет 18 528 чел. (по оценке на 31 июля 2010 г.).
Шведское название города швед. Nådendal, от которого происходит и финское, означает буквально «долина милости».

## История
Наантали — один из старейших городов Финляндии. Он был основан вокруг средневекового церковного прихода Vallis gratiae, основанного монахами ордена св. Бригитты. Эта церковь до сих пор является крупнейшей в городе. В 1443 году шведский король Кристофер III Баварский даровал поселению хартию городских прав, согласно которой поселение получило торговые права и другие привилегии, что в свою очередь привело к росту численности населения и увеличению городского строительства. Он также стал центром паломничества.
В XVI веке, когда католицизм в Скандинавии уступил место протестантизму, приход был закрыт, и в городе наступил упадок, который длился до середины XVIII века, когда город стал таможенным пунктом. В период экономического застоя XVI—XVIII веков город получил известность своими вышитыми чулками — это ремесло возникло в нём ещё со времён существования католического прихода.
В 1863 г. был основан курорт-спа на мысу Калеванниеми, благодаря чему город стал центром уикенд-туризма. В 1922 году усадьба Култаранта на о. Луоннонмаа, владельца которой Альфреда Корделина в 1917 г. убили русские матросы во время военного переворота, стала официальной летней резиденцией Президента Финляндии.
С 1950-х гг. начинается экономический расцвет города в связи с основанием вокруг него предприятий тяжёлой промышленности. В 1964 г. в состав города были включены его деревенские пригороды.
С 1 января 2009 г. в состав Наантали включены муниципалитеты Меримаску, Рюмятюля и Велкуа.
Подушный доход в городе — второй по величине в Финляндии и самый высокий в провинции Юго-Западная Финляндия.

## Туризм и достопримечательности
Помимо спа-курортов, важной достопримечательностью города, обеспечивающей регулярный приток туристов, является тематический парк «Страна муми-троллей» на о. Кайло, рассчитанный на детей дошкольного и младшего школьного возраста. Рядом с «Муми-парком», на соседнем острове Вяски, также существует парк развлечений, функционирующий летом (до 18 августа). Возможно приобретение комплексного билета, дающего право на посещение обоих парков.
Другими достопримечательностями являются «Отель-спа» в Наантали (крупнейшее спа в Скандинавии) и средневековый собор. Рядом с городом, в Луоннонмаа, находится официальная резиденция президента Финляндии — Култаранта.
Между Турку и Наантали ходит пароход.
Ежегодно в июне в Наантали проходит Международный музыкальный фестиваль классической музыки (в 2014 году — в 35-й раз). Концерты в рамках фестиваля проходят на различных площадках, в том числе в отреставрированной монастырской церкви Наантали, а также в парках, ресторанах и на круизных лайнерах.
В июле ежегодно проходит традиционный карнавал «День сонной головы».

## Промышленность
В городе имеется электростанция, принадлежащая государственной компании Fortum, завод по перегонке нефти компании Neste (теперь также Fortum, после слияния активов), а также ряд крупных производственных предприятий и предприятий сферы обслуживания. Морской порт в Наантали — третий по величине в Финляндии по объёму грузооборота. В порту Наантали расположен крупный завод по производству моторных масел Mobil компании ExxonMobil, основным потребителем продукции которого является Россия.

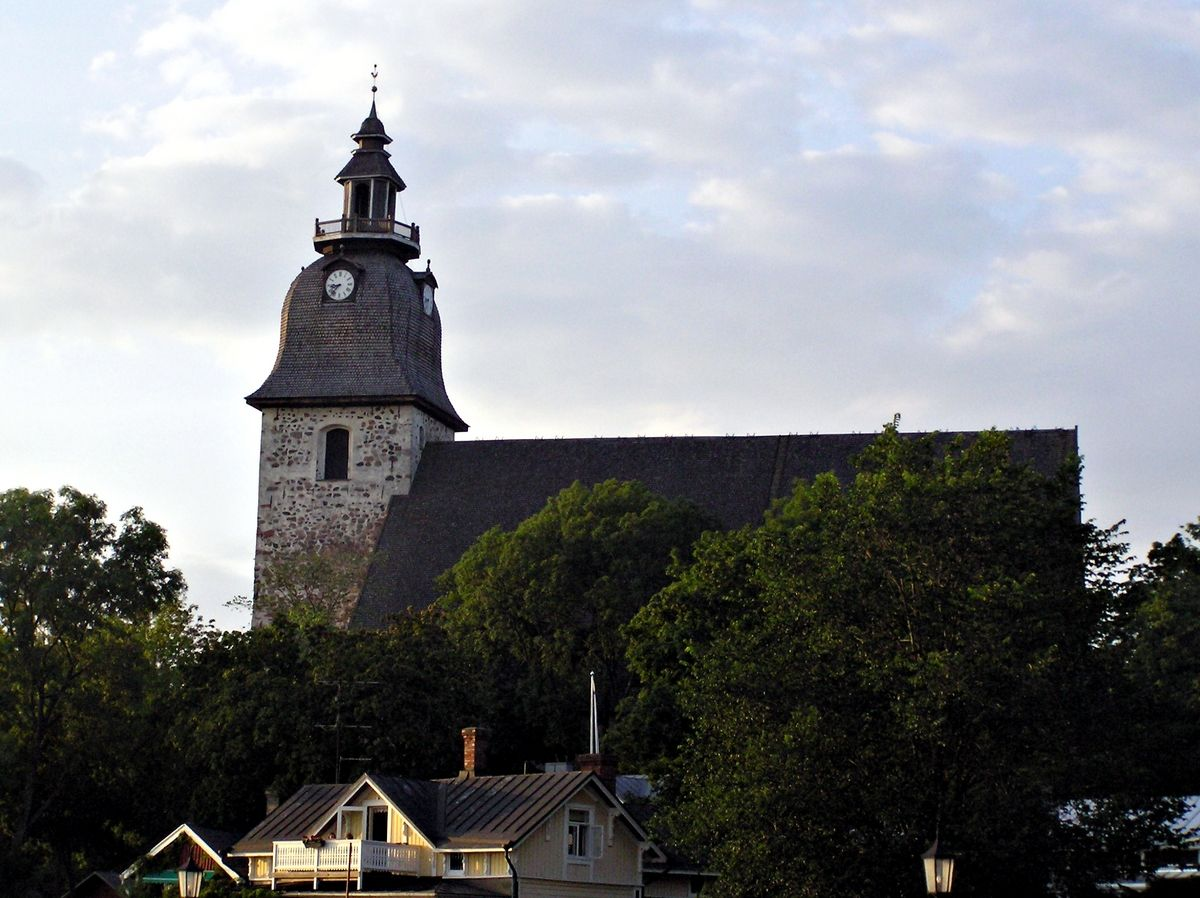
Церковь в Наантали — одна из старейших в Финляндии
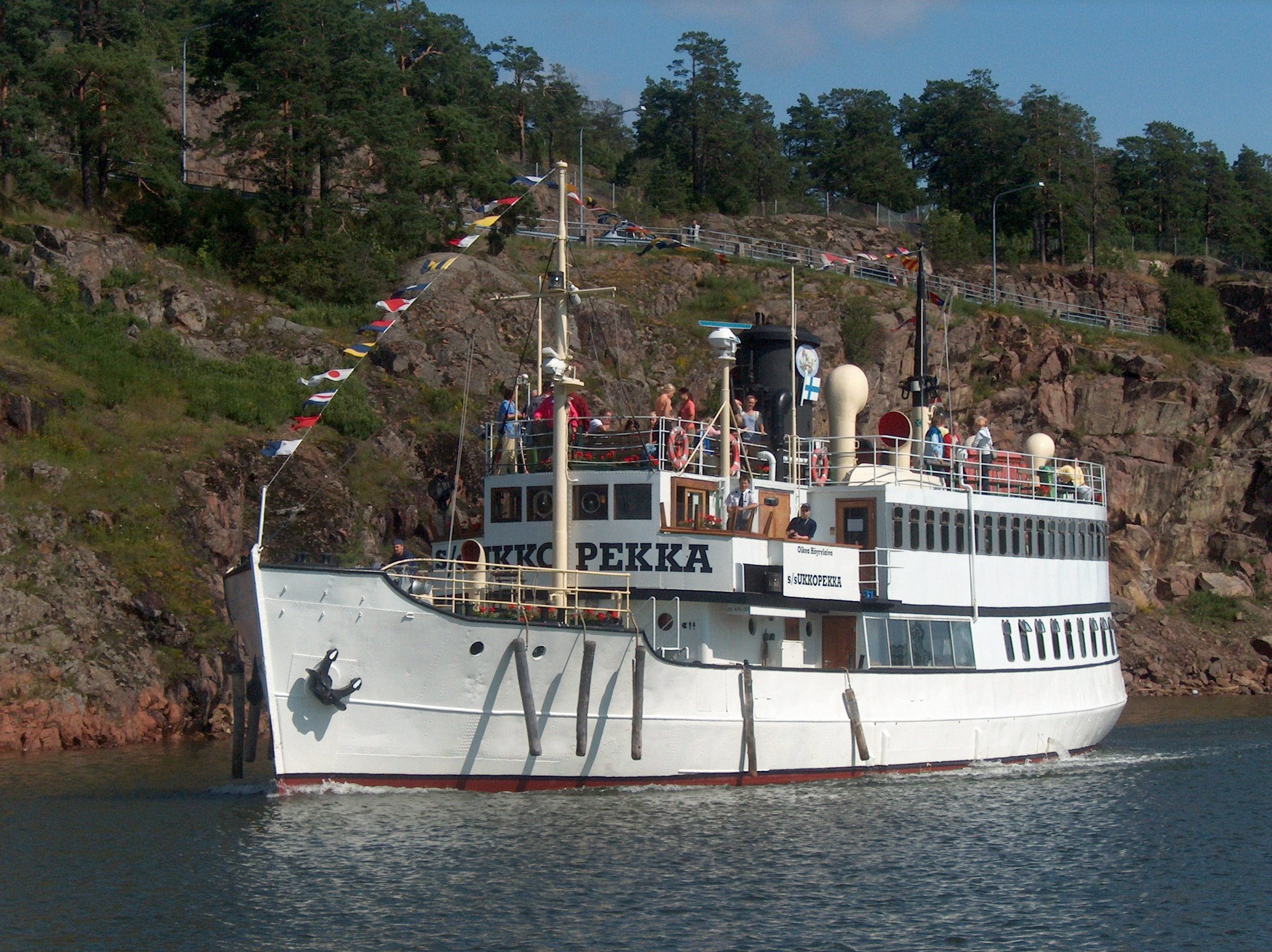
Пароход S/S Ukkopekka
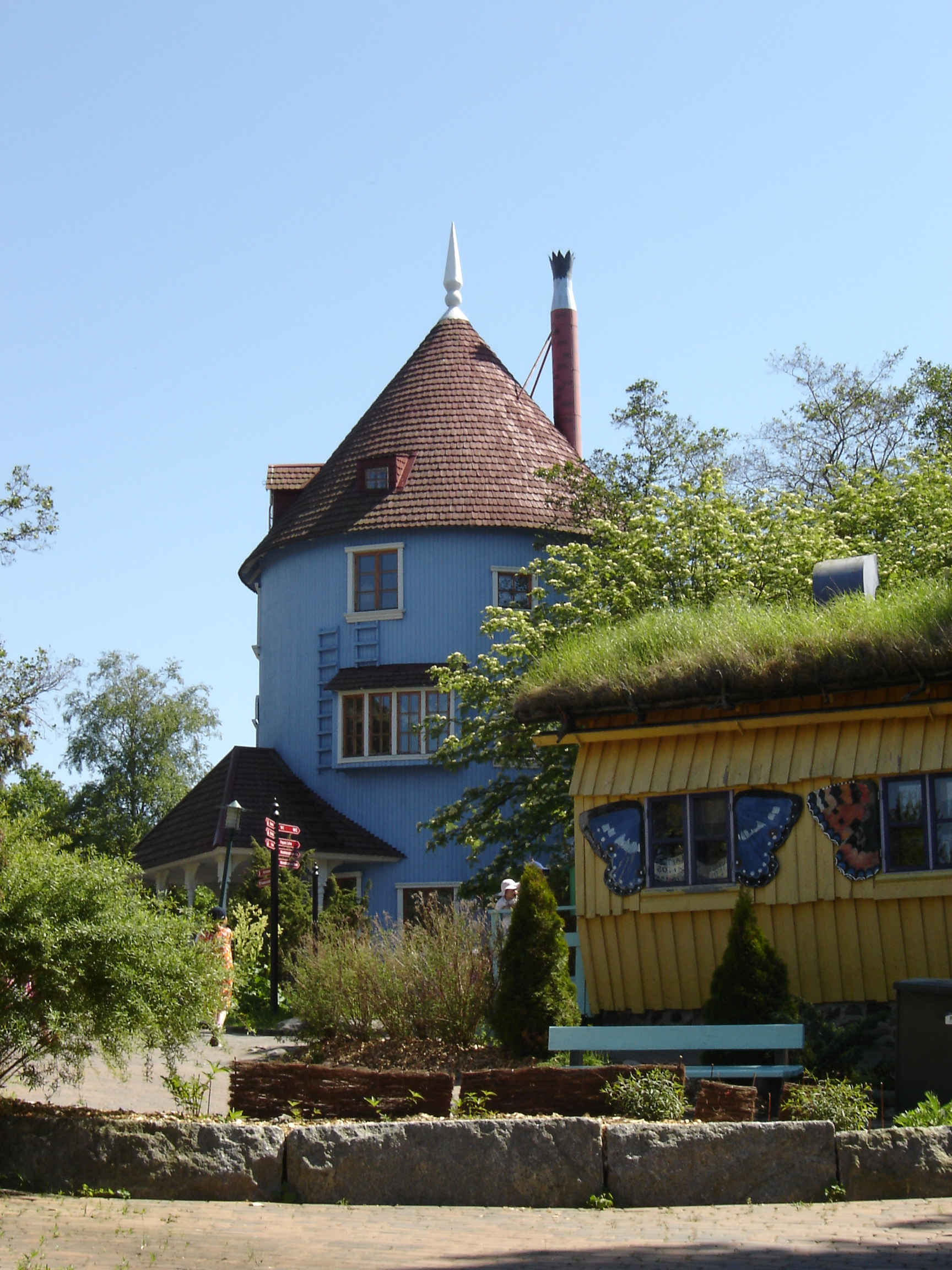
Тематический детский парк Страна муми-троллей
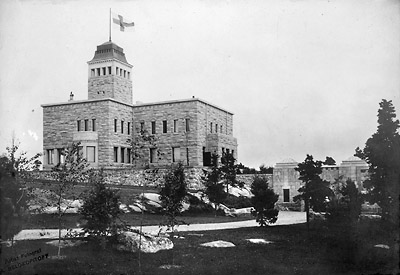
Култаранта — будущая резиденция Президента Финляндии, 1920
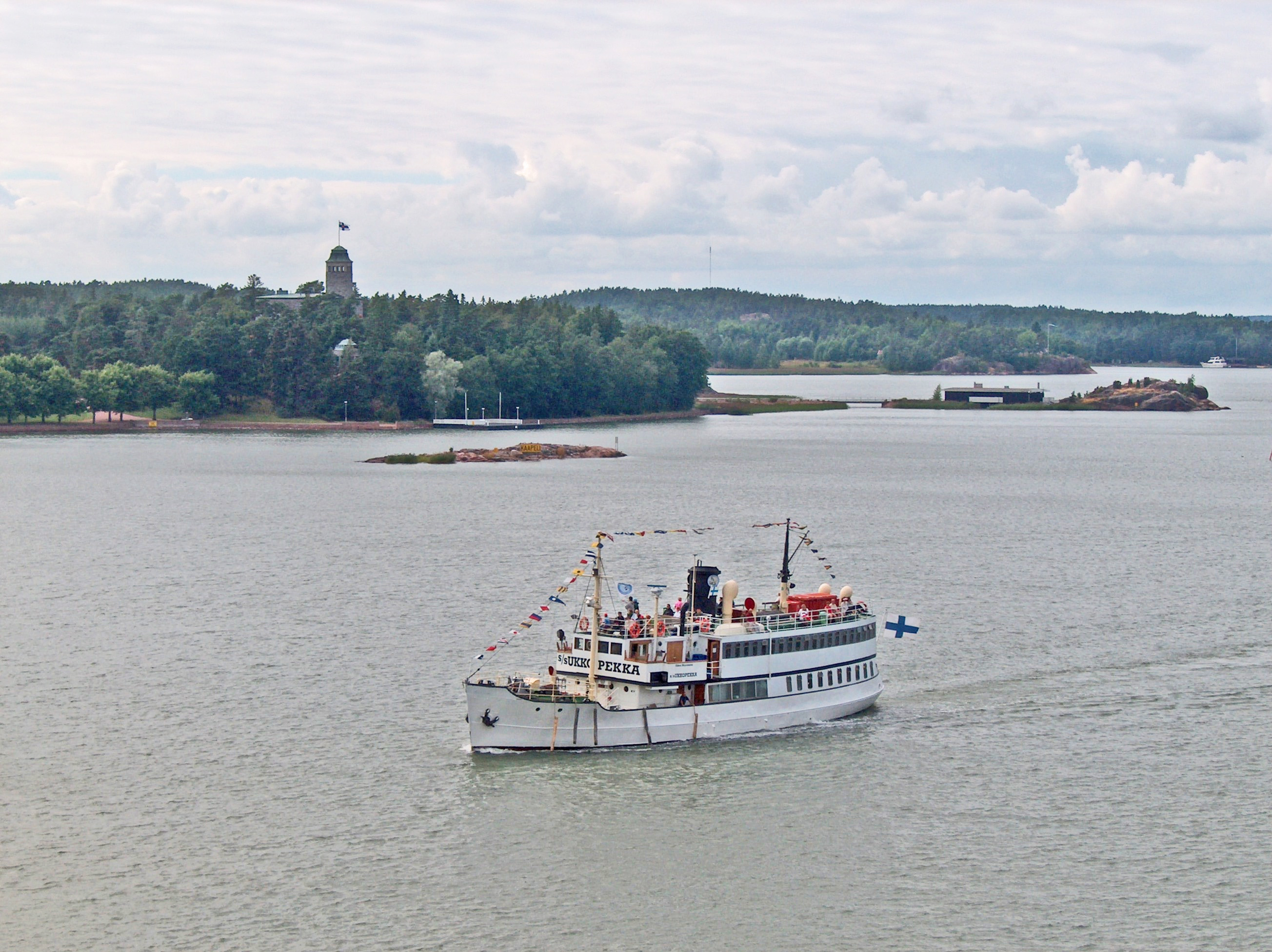
Култаранта — резиденция Президента Финляндии, 2006